# Sebastian Knab
Sebastian Knab (* etwa 1632 in Bamberg, Hochstift Bamberg, Heiliges Römisches Reich; † 8. September 1690 in Naxçıvan, Herrschaftsgebiet der Safawiden) war ein deutscher Geistlicher.
Knab wurde zum Priester für den Dominikanerorden geweiht. Am 28. September 1682 wurde er während des Pontifikats von Innozenz XI. zum Erzbischof von Nachitschewan ernannt. Am 18. Oktober 1682 weihte Kardinal Alessandro Crescenzi, Bischof von Recanati e Loreto ihn zum Bischof. Mitkonsekratoren waren Odoardo Cibo, vormaliger Apostolischer Nuntius in der Schweiz, und Gregorio Carducci, Bischof von Valva e Sulmona.
1685 erteilte ihm Schah Süleyman die Erlaubnis, in Isfahan eine Mission des Dominikanerordens zu errichten.